# サンクトペテルブルク・ワルシャワ鉄道
サンクトペテルブルク・ワルシャワ鉄道（ロシア語: Санкт-Петербурго-Варшавская железная дорога）は、かつてロシア帝国のサンクトペテルブルクと同国の衛星国家であるポーランド立憲王国のワルシャワを結んでいた全長1,333kmの鉄道である。

## 概要

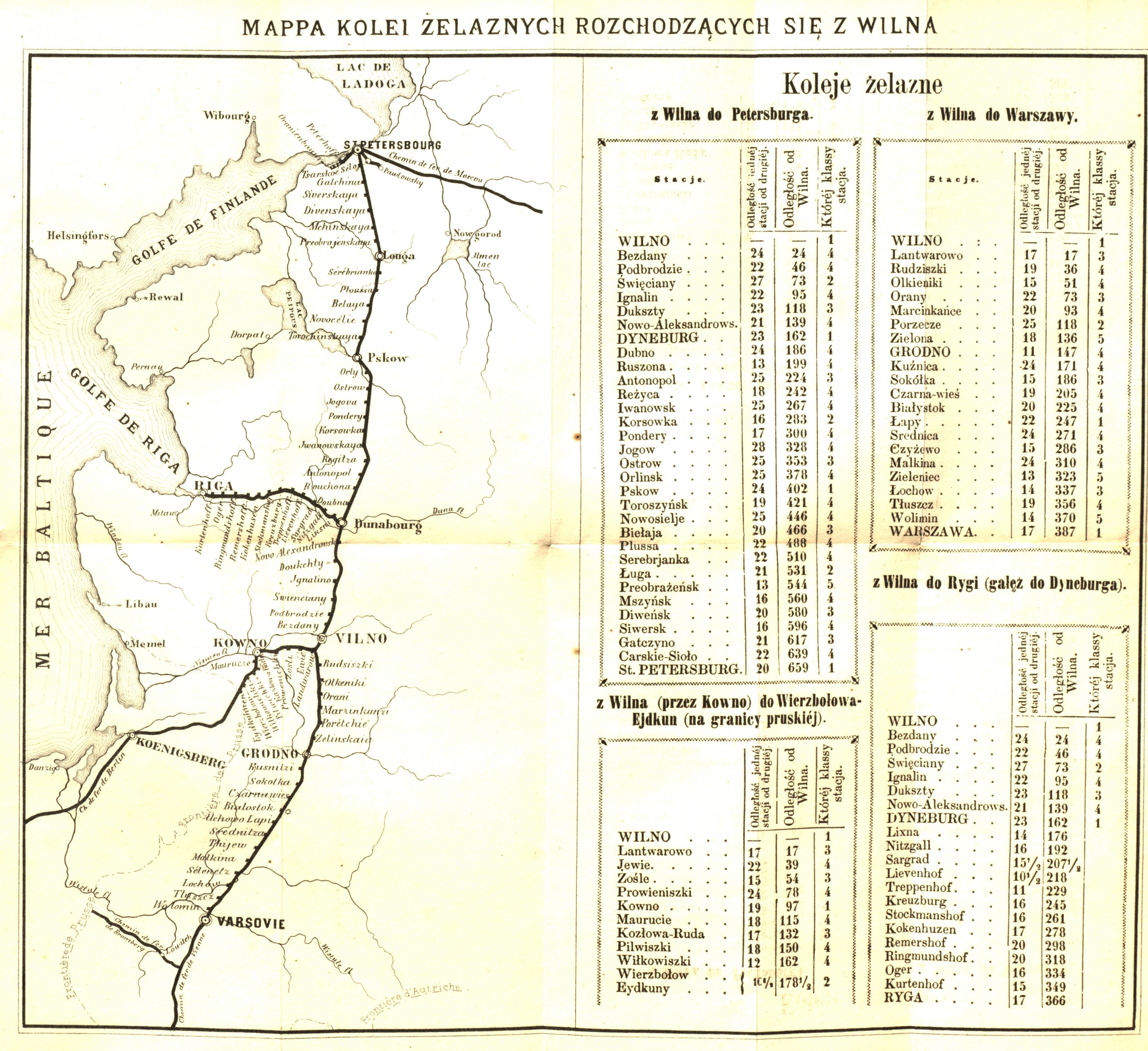
1862年当時の路線図

19世紀にロシア帝国によって当時の首都であったサンクトペテルブルクと中央ヨーロッパを結ぶ路線として建設された。1853年に最初の区間としてサンクトペテルブルク - ガッチナ間が開通し、その後も建設が進められ1862年に全線が開通した。
建設当時は全区間がロシア帝国領であったが、二度の世界大戦やソビエト連邦の崩壊により国境線が大きく変化したことから5ヶ国（ロシア、ラトビア、リトアニア、ベラルーシ、ポーランド）を経由する路線になった。また、シェンゲン圏（ラトビア、リトアニア、ポーランド）と非シェンゲン圏（ロシア、ポーランド）の境界を3度跨ぐこと、旧ソ連諸国（ロシア、ラトビア、リトアニア、ベラルーシ）とポーランドでは軌間が異なることから全線を直通する列車は存在しない。今日ではサンクトペテルブルク - ワルシャワ間を鉄道で移動する場合はブレスト経由となる。
ポーランド領内の区間はポーランド国鉄6号線および21号線として扱われている。